# Burak Eris
Burak Eris (17 luglio 1989) è un calciatore liechtensteinese, centrocampista del Buchs.

## Carriera
Con la nazionale Under-21 ha preso parte a 7 partite di qualificazione per l'Europeo di categoria del 2013. Con la nazionale maggiore ha giocato due partite nel 2013: un'amichevole con l'Azerbaigian persa per 1-0 e una partita di qualificazione ai mondiali 2014 contro la Bosnia ed Erzegovina persa per 4-1.